# Melisa mariae
Melisa mariae là một loài bướm đêm thuộc phân họ Arctiinae, họ Erebidae.